# Rüdiger Klimecki
Rüdiger Günter Klimecki (* 27. Januar 1951 in Gelsenkirchen; † 6. Februar 2009) war ein deutscher Wirtschaftswissenschaftler.

## Leben
Rüdiger Klimecki absolvierte zunächst eine Ausbildung bei der Deutschen BP AG. Er studierte Wirtschaftswissenschaften an der Universität Essen. 1981 wurde er zum Dr. rer. pol. promoviert. Von 1984 bis 1989 war er Habilitationsstipendiat des Schweizerischen Nationalfonds und habilitierte sich 1986 für das Fach Betriebswirtschaftslehre an der Hochschule St. Gallen. Anschließend war er an der HSG Dozent (1987–1989) und Forschungsleiter des Instituts für Führung und Personalmanagement (1986–1989).
Nachdem er bereits 1988 die Vertretung der Professur für Verwaltungswissenschaft mit dem Schwerpunkt Personal und Organisation an der sozialwissenschaftlichen Fakultät der Universität Konstanz übernommen hatte, erhielt er 1989 einen Ruf auf den Lehrstuhl Managementlehre im Fachbereich Politik- und Verwaltungswissenschaft an die Universität Konstanz. Er war mehrfach Dekan und Sprecher des Fachbereichs. Von 1996 bis 1998 war er Prorektor für Lehre der Konstanzer Universität. 2003 übernahm er die Leitung der Akademie für wissenschaftliche Weiterbildung (AWW) der Universität.
Er war Gastprofessor am MPCS – Management Program Constance Shanghai und an der Hochschule für Wirtschaftswissenschaften Kiew. 1993 erhielt er den Landeslehrpreis des Ministeriums für Wissenschaft und Kunst.
Im Alter von 58 Jahren erlag er einem Krebsleiden.

## Forschung
Im Mittelpunkt Klimeckis Forschung stand eine entwicklungsorientierte Ausrichtung der Managementlehre, insbesondere die Frage nach der Steuerbarkeit der Organisationsentwicklung.

## Lehre
Rüdiger Klimecki lehrte unter anderem in den Fächern Personalmanagement, Führung und Organisation.

## Werke (Auswahl)
- Klimecki, Rüdiger, Wunderer, Rolf, 1990: Führungsleitbilder – Grundsätze für Führung und Zusammenarbeit in deutschen Unternehmen. Stuttgart: Schäffer-Poeschel.

- Klimecki, Rüdiger; Gmür, Markus; Eberl, Peter, 1993: Strategisches Management für Klein- und Mittelbetriebe. Weinfelden: Hess.
- Klimecki, Rüdiger; Probst, Gilbert J. B.; Eberl, Peter, 1994: Entwicklungsorientiertes Management. Stuttgart: Schäffer-Poeschel.
- Klimecki, Rüdiger; Remer, Andreas (Hrsg.), 1997: Personal als Strategie – Das Management der Humanressourcen als nachhaltiger Erfolgsfaktor. Neuwied: Luchterhand.
- Klimecki, Rüdiger, Gmür, Markus, 1998: Personalmanagement – Ein entwicklungsorientierter Ansatz. Stuttgart: Lucius und Lucius.